# Исток-Система

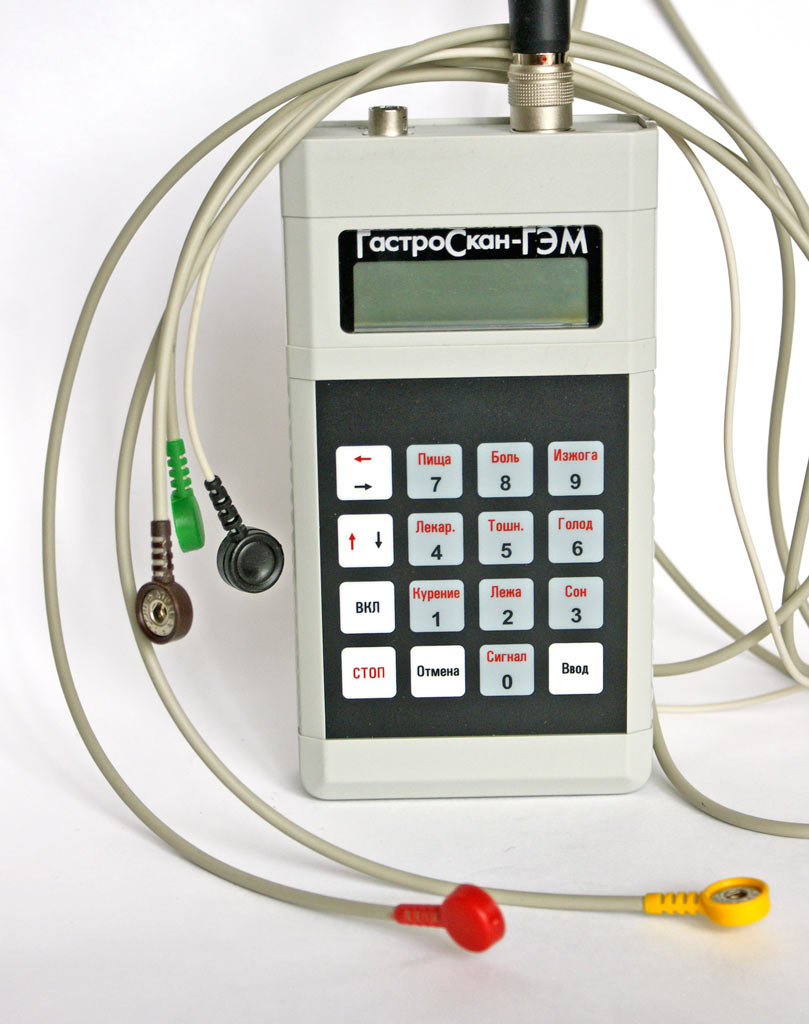
«Гастроскан-ГЭМ» — прибор для двухканальной электрогастро-энтерографии и трёхканальной внутрижелудочной pH-метрии

Закрытое акционерное общество Научно-производственное предприятие «Исто́к-Систе́ма» (сокращённое наименование ЗАО НПП «Исток-Система») — российское предприятие, разрабатывающее и производящее медицинское оборудование и изделия спецтехники. Находится в городе Фрязино Московской области.
Относится к предприятиям, образующим научно-производственный комплекс наукограда Фрязино.
Создано в 1993 году в процессе конверсии оборонных предприятий на основе подразделений микропроцессорной специальной техники и медицинской электроники ФГУП «НПП „Исток“». Зарегистрировано в виде закрытого акционерного общества в 2002 году.

## «Спланхограф» и космический эксперимент «Спланх»

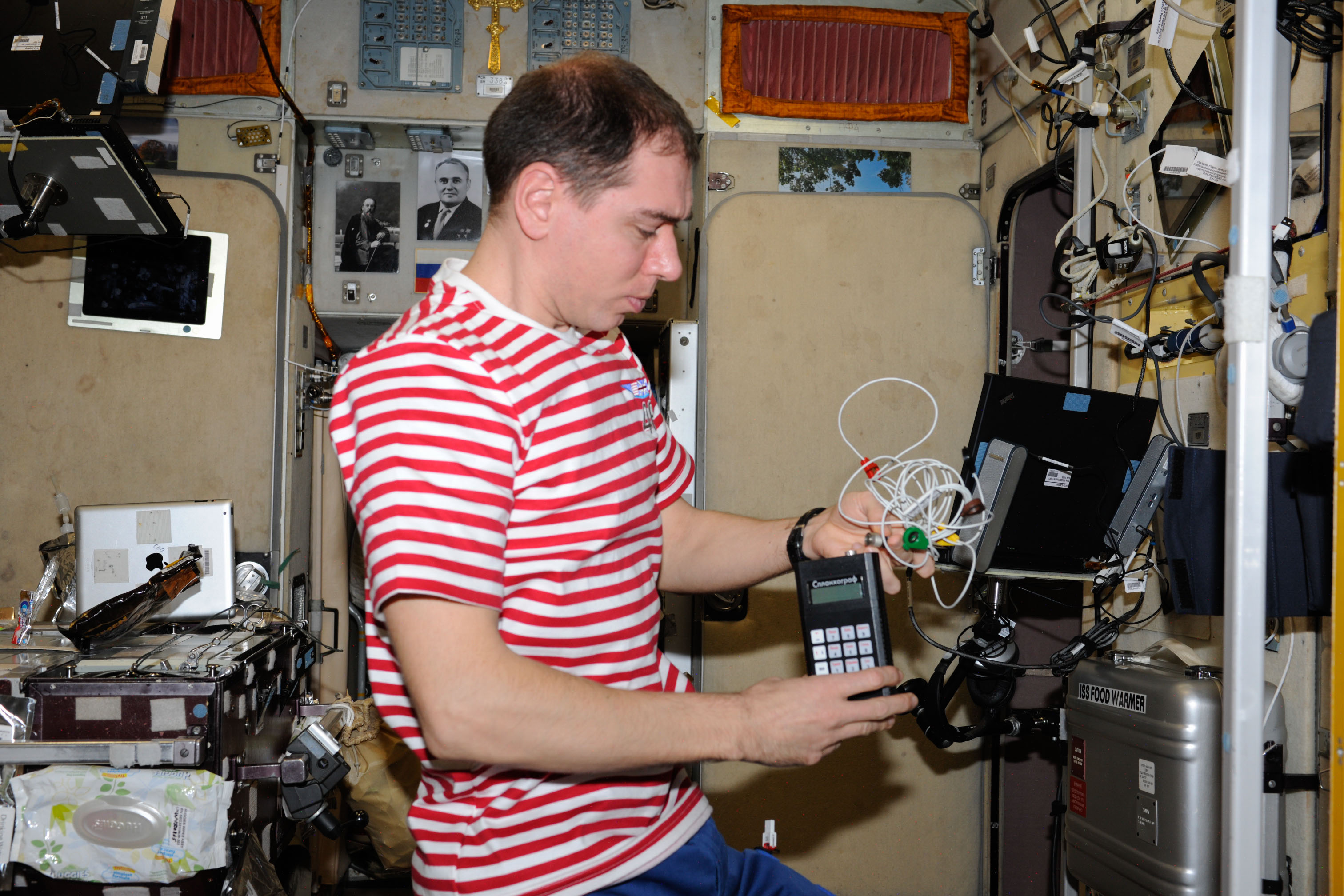
Космонавт Сергей Волков с прибором для электрогастроэнтерографии «Спланхограф» на борту Международной космической станции.

На базе серийно выпускаемого ЗАО НПП «Исток-Система» электрогастроэнтерографа «Гастроскан-ГЭМ» совместно с Институтом медико-биологических проблем РАН была разработан бортовой электрогастроэнтерограф «Спланхограф», предназначенный для исследования электрической активности желудочно-кишечного тракта космонавтов в условиях космического полёта.
Первые эксперименты со «Спланхографом» проводились в рамках проекта «Марс-500».